# Johannes Holt Iversen
Johannes Holt Iversen (geboren op 8 september 1989)  is een kunstenaar uit Denemarken die zich richt op schilderkunst en beeldhouwkunst. Sinds 2016 is hij gevestigd in Amsterdam, Nederland, waar hij ook actief is als professioneel kunstenaar. Hij is een leerling van de Deense schilder en beeldhouwer Erik Rytter (voormalig assistent van Poul Gernes ) en van de nederlandse beeldhouwer Frank Mandersloot.

## Vroege carrière

### Vroeg werk, 1999–2014
Johannes Holt Iversen begon zijn creatieve loopbaan in de muziekwereld. Op jonge leeftijd — hij was pas negen — schreef hij al eigen nummers en trad hij op voor publiek. Tijdens zijn tienerjaren ontwikkelde hij zich als singer-songwriter en begon hij liedjes te schrijven voor synchronisatiedoeleinden, met kansen in het buitenland, waaronder in Azië en de Verenigde Staten, onder vertegenwoordiging van een Amerikaans agentschap. In 2012 werkte hij samen met de Amerikaanse R&B- en soulzanger Omar Wilson aan het nummer "Dreamology", dat werd uitgebracht in de VS. In 2014 kreeg zijn single "Love Train" steun van de populaire Koreaanse K-popgroep Super Junior . "Love Train" werd geproduceerd door J-pop producer Ryuichiro Yamaki ( Namie Amuro, Airi Suzuki ) en de bekende producer Pete Maher ( U2, Katy Perry, Depeche Mode ). In 2014 nam hij deel aan de ontwikkeling en initiatie van het open dataprogramma Spotify Artists, waarbij hij een artiestenpseudoniem gebruikte op de streamingdienst.

### Academiejaren, 2016–2020
Johannes Holt Iversen werd in september 2016 ingeschreven bij de Gerrit Rietveld Academie, een Nederlandse Academie voor Beeldende Kunsten. Hij bekostigde het grootste deel van zijn kunstopleiding en collegegeld door zijn vroege schetsen en schilderijen via internet te verkopen. Dit hield hij bewust verborgen voor zijn docenten, uit vrees dat het hun oordeel over hem zou beïnvloeden en een negatieve impact zou hebben op zijn leeromgeving. Na zijn afstuderen aan de kunstacademie bleef hij aanvankelijk op de achtergrond actief als kunstenaar, zonder daar openlijk mee naar buiten te treden. Later in 2016 nam hij deel aan de Остен Internationale Biënnale voor Tekenen in het Остен Museum voor Moderne Kunst in Skopje, Macedonië. In 2018 exposeerde Johannes Holt Iversen in de Glassbox Gallery in het 11e arrondissement van Parijs, Frankrijk en in het CHPEA Museum in Herning, Denemarken, waar hij deelnam aan de nationale Deense tv-programmaserie The Great Masterpiece Challenge op DR1, gebaseerd op een concept van het Britse tv-netwerk Sky Arts . Hier schilderde hij een exacte replica van het beroemde CoBrA -schilderij "Bird Eating" uit 1939 van Carl-Henning Pedersen . In 2019 werden werken van Johannes Holt Iversen uit zijn reeks Lascaux 1.0 beta opgenomen in de Deense Nationale Kunstcollectie, dankzij aankopen door de Deense Kunstraad en de Deense Kunststichting. Daarnaast werd hij bekroond met de hoofdprijs van de Galleria Banditto Residency in Italië, als erkenning voor zijn vernieuwende bijdragen aan de hedendaagse schilderkunst.

### Internationale carrière, 2021-2023
In april 2021 werd Johannes Holt Iversen vertegenwoordigd door Patricia Chicheportiche van Galerie 208 in Parijs, Frankrijk . In november 2021 werd hij bovendien vertegenwoordigd door Elena Ioannidou van The Edit Gallery in Limassol, Cyprus . In december 2021 en januari 2022 werkte Johannes Holt Iversen samen met fermentatie-expert Jason White, verbonden aan het gerenommeerde restaurant Noma, aan een gezamenlijk kunstproject. Het resultaat was een installatie opgebouwd uit plexiglas, waarin optisch holografisch PVC werd gecombineerd met gekweekte myceliumhyfen. De biologische ontwikkeling van het werk werd vertraagd met behulp van laboratoriumtechnologie van Noma (restaurant). Het kunstwerk hangt nu in Noma (restaurant) in hun fermentatielab. In april 2022 nam Johannes Holt Iversen deel aan een groepstentoonstelling met de titel The Responsive Body, samen met kunstenaar Sali Muller. Deze expositie werd georganiseerd door Stella Aallery in Berlijn. Duitsland . In december 2022 was Johannes Holt Iversen voor het eerst vertegenwoordigd in een groepstentoonstelling in Zuid-Azië. De expositie werd georganiseerd door het Pakistan Art Forum en samengesteld door kunstadviseur Zara Sajid. In maart 2023 werd Johannes Holt Iversen door kunstenaar Christian Tony Norum uitgenodigd om deel te nemen aan een groepstentoonstelling in de studio van Edvard Munch in Ekely, samen met 38 hedendaagse kunstenaars en oude meesters zoals Asger Jorn, Sigmar Polke en Edvard Munch . In april en mei 2023 was Holt Iversen betrokken bij een groepstentoonstelling samen met kunstenaars Florence Reekie en Karolina Albricht. De tentoonstelling vond plaats bij Artistellar Gallery, gelegen in de Londense wijk Mayfair. Bovendien verplaatste Holt Iversen in 2023 zijn vertegenwoordiging in Parijs naar Galerie Duret in het 6e arrondissement van Parijs en nam met hen deel aan de internationale Nederlandse kunstbeurs KunstRAI in Amsterdam in datzelfde jaar. In juni 2023 hield Johannes Holt Iversen zijn derde solotentoonstelling met de naam AFTERBURNER bij zijn hoofdgalerie Annika Nuttall Gallery in Denemarken.

### Intercontinentale vertegenwoordiging & Azië, 2024-
In maart 2024 werd Johannes Holt Iversen vertegenwoordigd door Richart Gallery (大雋藝術) uit Taiwan. Samen met kunstenaar Zdenek Konvalina nam hij via de galerie deel aan de kunstbeurzen Art Central en Art Basel Hong Kong, die plaatsvonden tijdens de Hong Kong Art Week van 26 tot en met 31 maart 2024. Johannes Holt Iversen was aanwezig met werken uit zijn sculptuurseries Lascaux 1.0 beta en Chauvet, evenals met schilderijen uit 2023 die zijn geïnspireerd door Kunstmatige intelligentie.